# Mauzoleum w Maciejowcu
Mauzoleum w Maciejowcu – zabytkowe mauzoleum we wsi Maciejowiec.
Neorenesansowe mauzoleum zbudowane w latach 1920-1930  na obrzeżu parku, w pobliżu pałacu, na wzór świątyni jońskiej, gdzie pochowano:
- Christiana Georga von Kramsta (1842-1901)[2], męża Emmy Pauline von Kramsta, właścicielki pałacu;
- Emmę von Kramsta (1860-1942)[3], która wywodziła się z zamożnej rodziny przemysłowców związanych z bawełną, córkę „króla bawełny” Karola Wilhelma Scheiblera;
- Renatę Kracker von Gersdorff, z domu von Schwartzenfeldt, (15 marca 1913 - 13 stycznia 1942)[4], wnuczkę Emmy,  żonę pułkownika Rudolfa-Christopha von Gersdorffa (1905-1980)[5]. Jej pogrzeb odbył 21 stycznia 1942.

Po II wojnie światowej miejsce to było wielokrotnie plądrowane, a grobowce zniszczone. Najprawdopodobniej szukano tu skarbów. Jedna z legend głosi, że w ścianę mauzoleum został wmurowany sejf z posagiem Renate wraz z licznymi kosztownościami. Wewnątrz zachował się ozdobny sarkofag i uszkodzona replika rzeźby "Żałobnica przy krzyżu" prezentowanej na Wielkiej Wystawie Sztuki w Berlinie w 1909 roku autorstwa Hansa Dammanna

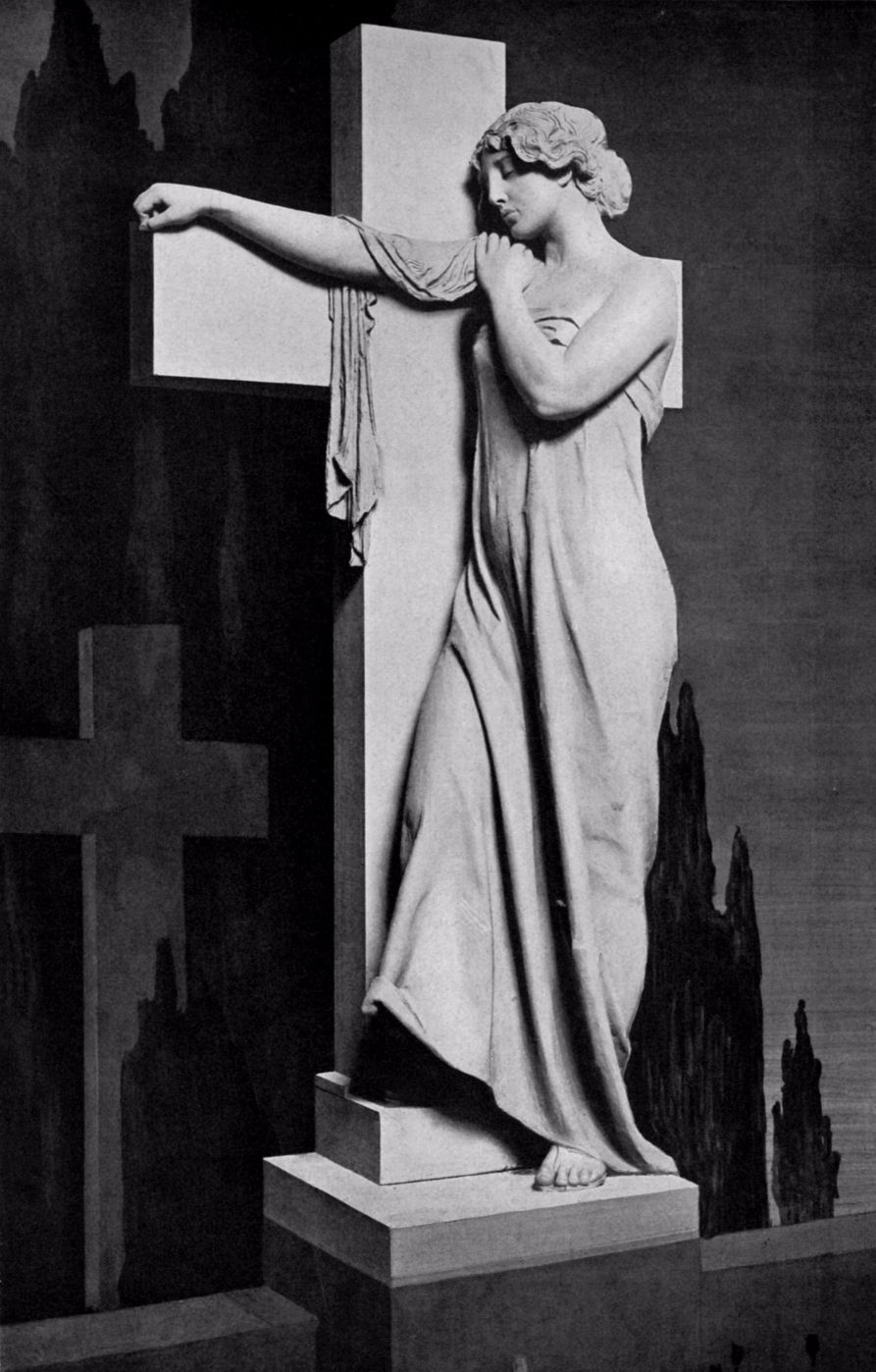
"Żałobnica przy krzyżu"
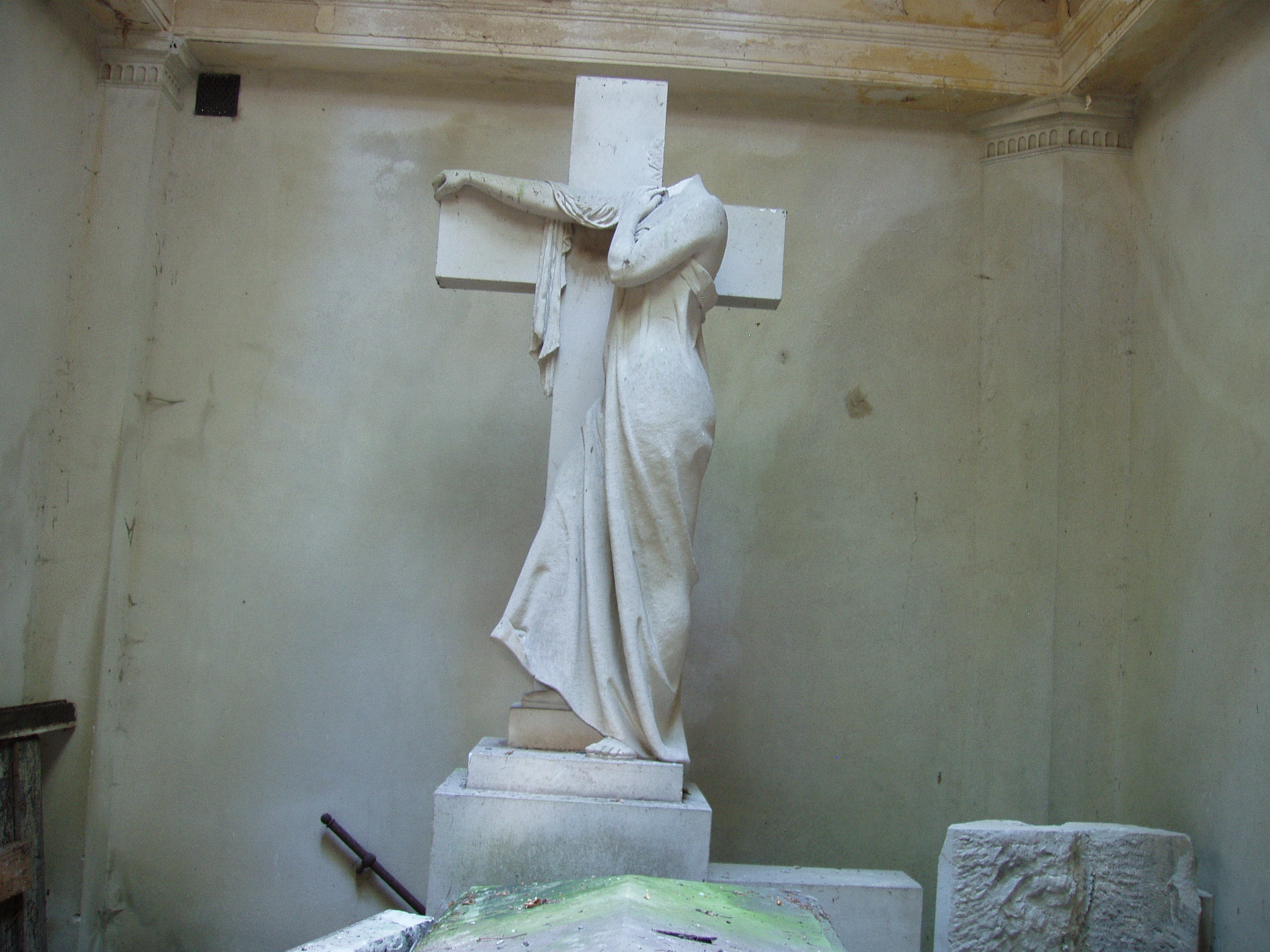
Uszkodzona rzeźba (obecnie)